# Штефан III
Ште́фан III (рум. Ștefan; 1433 — 2 липня 1504) — воєвода Молдавський (1457—1504). Представник династії Мушатинів. Син молдавського воєводи Богдана II та валаської боярки Марії Олтеї. Онук молдавського воєводи Александру I Доброго, правнук Романа I та праправнук Богдана I. Після загибелі батька (1451), вбитого його братом Петром Ароном, переховувався в Угорщині. За підтримки волоського воєводи Влада Дракули повернув собі батьківський трон у Сучаві (1457).
На першому етапі правління (1457—1473) здійснив низку заходів для зміцнення своєї влади; намагався послабити васальну залежність Молдавії від Польщі. Виплачував данину Османській імперії. Надав привілеї купцям з Брашова (1458) і Львова (1460). Реформував армію, створив регулярне і нерегулярне військо, прийняв на озброєння гармати. Захопив Кілію в гирлі Дунаю (1462—1465). Здобув перемоги над угорським королем Матвієм І при Баї (1467) та великоординським ханом Ахматом при Липнику (1470). Відновив старі та побудував нові фортеці в Романі, Сороках, Кілії, Оргеїві, Білгороді, Хотині.
На 2-му етапі правління (1473—1486) безпосередньо зіткнувся з Османами. Намагався утворити антиосманську коаліцію за участі Венеції, Угорщині, Ак-Коюнлу, Польщі, Богемії, Московії, Феодоро. Відмовився платити данину султанові Мехмеду II (1473), скинув його васала — валаського воєводу Раду III. Розбив османське військо при Васлуї (1475), однак програв при Резбоєні (1476), після чого був змушений відновити виплату данини. Втратив Білгород і Кілію (1484). Безуспішно намагався повернути їх за допомоги поляків, ставши васалом Казимира IV (1485). Невдовзі знову уклав мир із Османами (1486), визнавши за ними гирло Дунаю, а себе — їхнім данником.
На 3-му етапі правління (1486—1504) визнав себе васалом угорського короля (1489), отримавши значні володіння в Трансильванії. Поліпшив відносини з Волощиною, через Москву уклав союз із Кримським ханством. Розбив польське військо в Козмінському лісі (1497), уклав із Польщею мир (1499), повернув Покуття (1501).
Заснував 44 православних монастирі у Молдавії, Валахії, Трансильванії та на Афоні. Сприяв розвитку мистецтва та літератури слов'янською мовою. Одружувався тричі: київською князівною Євдокією (1463—1467), феодорською князівною Марією (1472—1477), валаською князівною Марією. Помер у Сучаві. Похований у фундуваному ним Путнянському монастирі. Національний герой Молдови і Румунії, персонаж волоського фольклору. Канонізований Румунською православною церквою (2002). Прізвисько — Вели́кий (рум. cel Mare).

## Імена
- Сте́фан (церк.-слов. і ст.-укр. Стефанъ, Стєфанъ) — в літописах й тогочасній діловій документації[7].
- Ште́фан (рум. Ştefan) — волоська назва.
- воєвода Ште́фан (рум. Ştefan Vodă, церк.-слов. і ст.-укр. Стефанъ воевода, Стєфанъ воєвода)
- Штефан Великий (рум. Ștefan cel Mare) — за прізвиськом.
- Штефан Великий і Святий (рос. Ștefan cel Mare și Sfânt) — чин у Румунській православній церкві (з 1992).

## Біографія

### Ранні роки
Точна дата і місце народження Штефана невідомі. За припущеннями істориків він народився між 1433—1440 роками. Штефан був сином молдавського воєводи Богдана ІІ й онуком воєводи Александру І Доброго. Його матір'ю була Марія Олтея, родичка валаських князів.
Після смерті Александру в 1432 році у Молдавії спалахнула міжусобна війна за престол між його синами. 1449 року Богдан ІІ, батько Штефана, захопив молдавський трон за допомоги угорського магната-воєводи Яноша Гуньяді. Проте вже в жовтні 1451 року Богдан загинув на учті від убивць, підісланих його братом Петру III Ароном, який перехопив престол. Рятуючись від дядька-вбивці малолітній Штефан був змушений шукати притулку в Угорщині.
З 1451 року Штефан III ріс при дворі Хуняді й виховувався разом із своїм родичом, Владом Цепешем (Дракулою). Останній певний час жив у Молдавії за господарювання Богдана ІІ, а 1456 року, за підтримки Гуньяді, захопив Волощину й став валаським князем. Ймовірно, Штефан супроводжував Влада у цьому поході, або переїхав до нього після підкорення Валахії. Так, згідно з пізнішими повідомленнями 1480-х років, майбутній воєвода мешкав у Бреїлі, де народив позашлюбного сина Мірчу.
Навесні 1457 року Штефан III атакував Молдавію на чолі 6-тисячного війська, яке надав йому Влад Дракула. Як повідомляють молдавські літописи, до нього приєдналися населення з Південної Молдавії (так званої Нижньої країни). 12 квітня того ж року Штефан розбив дядькові при Должешті, неподалік столичної Сучави, а 14 квітня — при Орбіку. Проте Петру Арон зміг вислизнути і втік закордон, до польського короля.

### Правління

#### Висвячення
Після перемоги Штефан був висвячений на молдавський трон місцевим митрополитом Теоктистом І. 13 листопада 1457 року він вже використовував титул, який вживали його батько і дід: «милістю Божою воєвода, господар землі Молдавської».
Згідно з «Літописом Землі Молдавської» Григора Уреке (1647) перед висвятою Штефана обрали володарем на раді бояр і православного духовенства, що відбулася на Дірептацькому полі поблизу Сучави. Проте перші вибори володаря Молдавії задокументовані лише з XVII ст. Як зазначає румунський історик Константин Резакевич, літописне оповідання про вибори Штефана — анахронічна легенда.
Штефан прийшов до влади у часи кризи в Молдавській православній церкві. Її духовенство було розділене питанням Флорентійської унії 1439 року на про-католицьку і ортодоксальну частини. Після падіння Константинополя в 1453 році чимало місцевих священників стали вважати себе незалежними. На противагу їм митрополит Теоктист І залишався лояльним патріарху Ісидорові. Акт помазання ним Штефана мусив залучити нового господаря до ортодоксальної православної партії. Як вказує історик Дан Іоан Мурешан, воєвода справді став на їхній бік: Молдавія залишилася у списках юрисдикцій константинопольського патріарха, а сам Штефан, на відміну від попередників, ніколи не піддавався тиску відлучення від церкви.

#### Польський похід 1458—1459. Кілія 1462
Однією з перших зовнішньополітичних акцій Штефана став похід до Польщі 1458 року. Воєвода хотів змусити польського короля Казимира IV не підтримувати втікача Петру Арона. Водночас, Штефан не бажав затягувати конфлікт із поляками, оскільки прагнув, насамперед, відвоювати Кілію — стратегічно важливу фортецю на Дунаї, яку молдавський воєвода Петру II здав угорській стороні в 1448 році.
4 квітня 1459 року Штефан уклав із Польщею договір на Дністрі. Згідно з договором він визнав Казимира IV своїм сюзереном і обіцяв підтримати поляків у боротьбі проти татарських рейдів. Зі свого боку, польський король присягнув захищати Штефана як свого васала і заборонив Петру Арону повертатися до Молдавії. Останній одразу ж покинув Польське королівство, переїхав до Угорщини і оселився у Секейській землі, в Трансильванії.
1461 року Штефан декілька разів вторгався до Секейської землі. Угорський король Матвій Корвін надав його кревному ворогові Петру Арону притулок в угорській столиці Буді.
1462 року, бажаючи встановити добрі відносини із Османською імперією та Константинопольським патріархом, Штефан вигнав із Молдавії францисканців, які проповідували ідеї Флорентійської унії та хрестового походу проти турків. Він продовжив виплачувати Османам щорічну данину (харадж), що було започатковано його попередниками.
2 березня 1462 року Штефан уклав із Польщею новий договір у Сучаві. Згідно з договором воєвода обіцяв особисто присягнути королю Казимиру IV, якщо той цього потребуватиме. Польський король проголошувався єдиним сюзереном Молдавії. Штефану заборонялося відчужувати молдавські території без королівської згоди, а також ставилося в обов'язок відвоювати ті землі, що були втрачені (насамперед, Кілію).
На початку 1462 року Штефан і Влад Дракула перебували у напружених стосунках. 2 квітня того ж року генуезький управитель Кафи повідомляв польському королю Казимиру IV, що Штефан атакував Валахію, коли Влад Дракула вів війну із Османами. Коли у червні 1462 року турецький султан Мехмед II вторгся до Валахії, султанський писар Турсун-бег записав, що під час османського вторгнення Влад Дракула тримав на валасько-молдавському кордоні 7 тисяч вояків для захисту від молдаван. За свідченнями Турсуна і Лаоніка Халкокоділа воєвода Штефан залишався вірним Мехмеду й безпосередньо брав участь у його валаській кампанії. Користуючись присутністю османського флоту в гирлі Дунаю, наприкінці червня 1462 року він взяв у облогу Кілію. Операція була неуспішною: за повідомленнями Доменіко Балбі, венеційського посла в Стамбулі, впродовж 8-денної облоги угорський гарнізон і 7-тисячний контингент Влада Дракули відбили усі атаки молдавсько-турецького війська. Сам Штефан отримав серйозне поранення у ліву ногу, що давалося взнаки протягом його цілого життя.

### Інше
Вів успішні бої проти Османської Імперії, Угорщини, Польщі і Волощини; період правління Штефана III привів до політичного зміцнення Молдови. Першою дружиною Штефана III була Євдокія — дочка київського князя Семена Олельковича.
Під час походів Штефана III на Покуття (1491 і 1502) чимало українського населення звідти перейшло до Молдови. Турки називали його Кара Богдан. Влітку 1498 року з османською допомогою напав на Поділля та Галицьку землю, пограбував та спалив Галич, Бучач, Підгайці, Теребовлю, забрав бранців.
Штефан III є національним героєм Молдови, його ім'ям названий центральний проспект Кишинева, місто Штефан-Воде, центр однойменного району. Його портрет розміщений на банкнотах молдовського лея.

### Битви та перемоги
Штефан III провів 36 битв, у яких 34 рази вийшов переможцем.
- 15 грудня 1467: битва при Баї
- 20 серпня 1470: перемога у битві при Липнику проти татар.
- 10 січня 1475 року здобув перемогу в битві під Васлуєм (тепер — Румунія) з 40 000 вояків над 120 000 турецько-татарським військом під проводом Хадим Сулеймана-паші.
- 1476 року Штефан III з своїм військом у 40 000 вояків протистояв турецько-татарському війську, яке налічувало 200 000 вояків, у битві у Білій Долині; одночасно взяли в облогу Кілію, Білгород, вхід у Дунай, де був Штефан III з військом. Штефан III розбив повністю татар під Сучавою і вигнав їх за Дністер. Татари стояли табором також під Нямцем, де Штефан III з 10 000 кінноти на річці Балея Альба протистояв набагато більшому війську противника. Після битви живими залишились дуже мало молдован, а сам Штефан III з 20 своїми людьми прибув у Кам'янець шукати підтримки та набрати військо. Османське військо взяло в облогу Сучавський замок; не змогли його взяти, через голод змушені відступати, перед тим спаливши місто. Штефан III з набраним в «Україні» військом наздогнав і повністю розбив османські війська, відібравши в них награбоване. Таким чином, Кілія та Білгород залишились у молдовських володіннях
- 1484 року османські війська разом з 20 000 військом з Валахії та 50 000 татар з сильною флотилією взяли Кілію та Білгород. 19 вересня військо противника стояло під Сучавою та спалило її. Угорщина і Польща тільки обіцяли допомогу, але Штефан III протистояв один з молдовським військом.
- 1497 року Польща розпочала кампанію проти Молдавії та Османської імперії. Штефан III за підтримки османів зміг відбити польську атаку в битві біля Козмінського лісу, а 1498 року здійснив похід до Галичини.

Штефан III помер 2 липня 1504 року. Його поховали у Путнянському монастирі.

## Титул

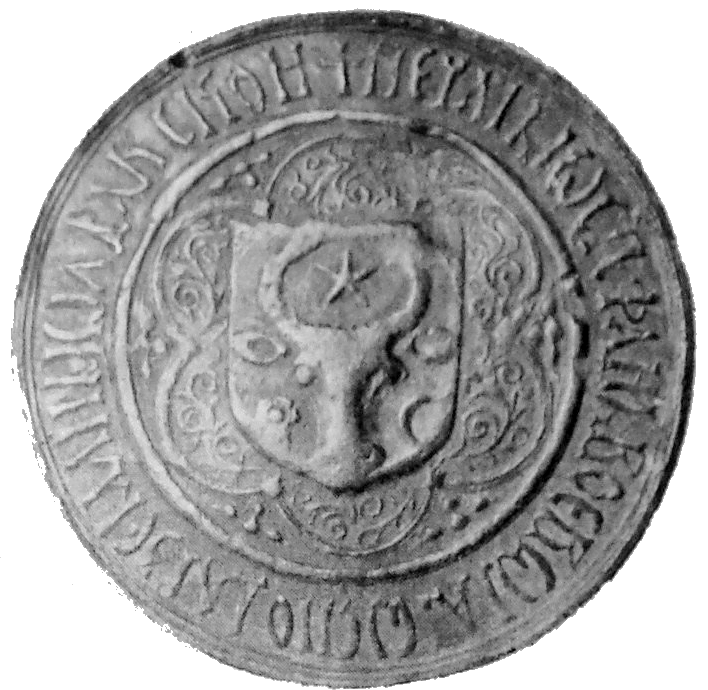
Печатка Штефана III

- 1471: ст.-укр. Мл҃(с)тию бж҃їєю, мы Стєфан воєвода г(с҃)п(д)ръзємли мо(л)да(в)скои[13] (Милістю Божою, воєвода Стефан, господар землі Молдавської).
- З печатки: церк.-слов. іω Стефань воєвωда гωсподар земли Мωлдавскои.

## Родина

### Шлюби, діти
Мав 4 шлюби.
- Марія (Маруска)[14]
- Євдокія Олельківна[15]
- Марія Мангупська
- Марія (донька Раду III)[16]

Син Петру IV Рареш був позашлюбним (не задокументовано).

## Галерея

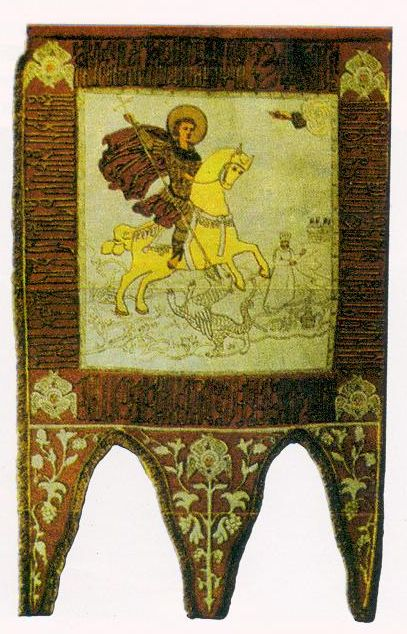
Бойовий прапор Штефана чел Маре
Штефан III
Штефан III
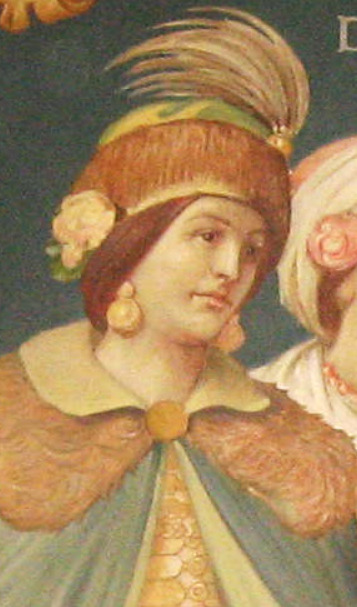
Євдокія Олельківна
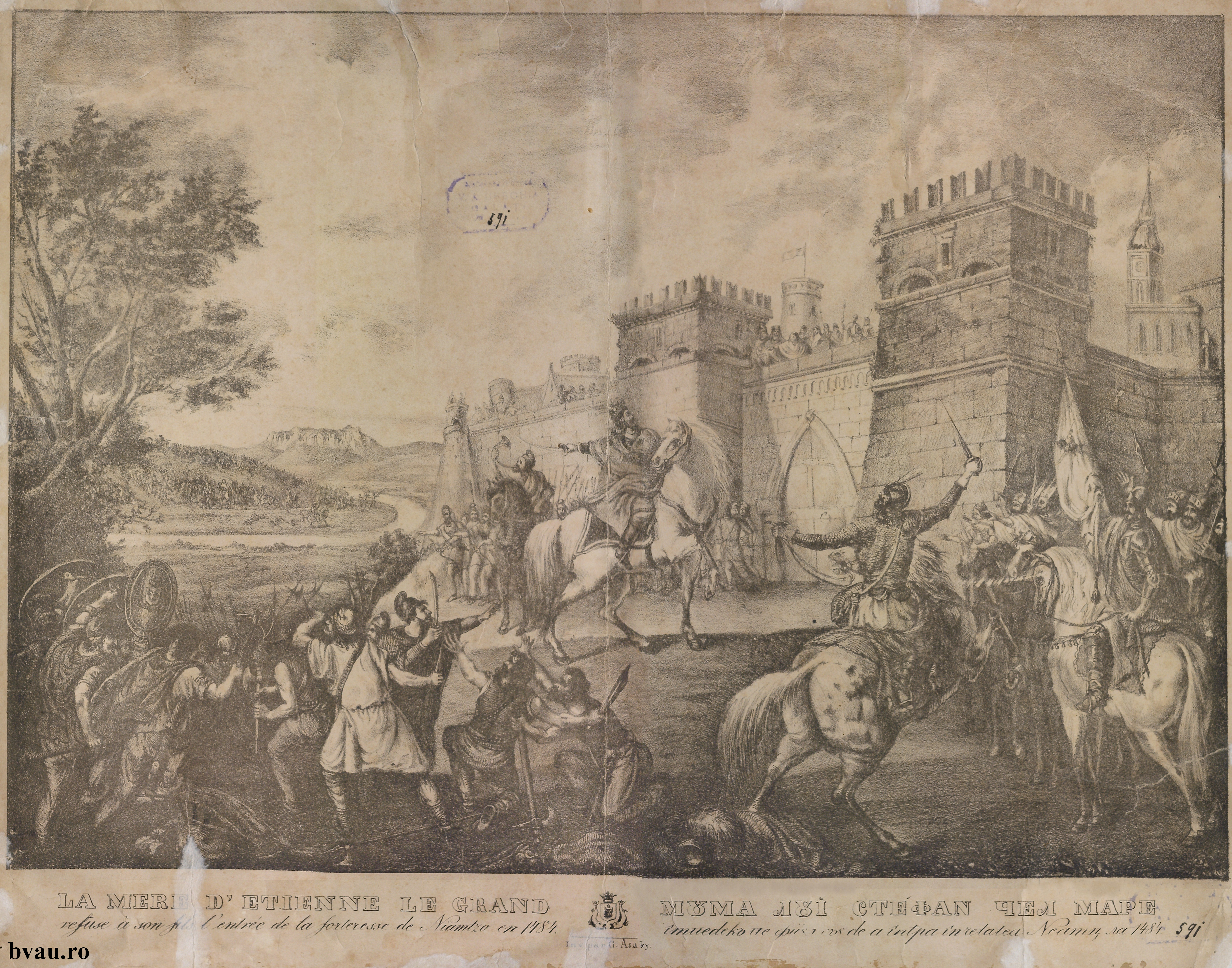
Штефана III біля цитаделі Нямц в 1484 р.

### Фундації Штефана III

#### Буковина
- Воронецький монастир (1488 р.)
- Монастир Святого Іллі (1488 р.)
- Монастир Петрусь біля Сучави (1487 р.)
- Путнянський монастир (1466 р.), похований Штефан III
- Церква у Воловці (1502 р.)
- Церква в Русенах; тут похований батько Богдан II (1501 р.)
- Церква Святого Миколая в Радівцях; поховані Богдан I, Лацько (1480 р.).

Дружина Євдокія Олельківна похована в першій митрополичій церкві Святого Юрія в Сучаві.

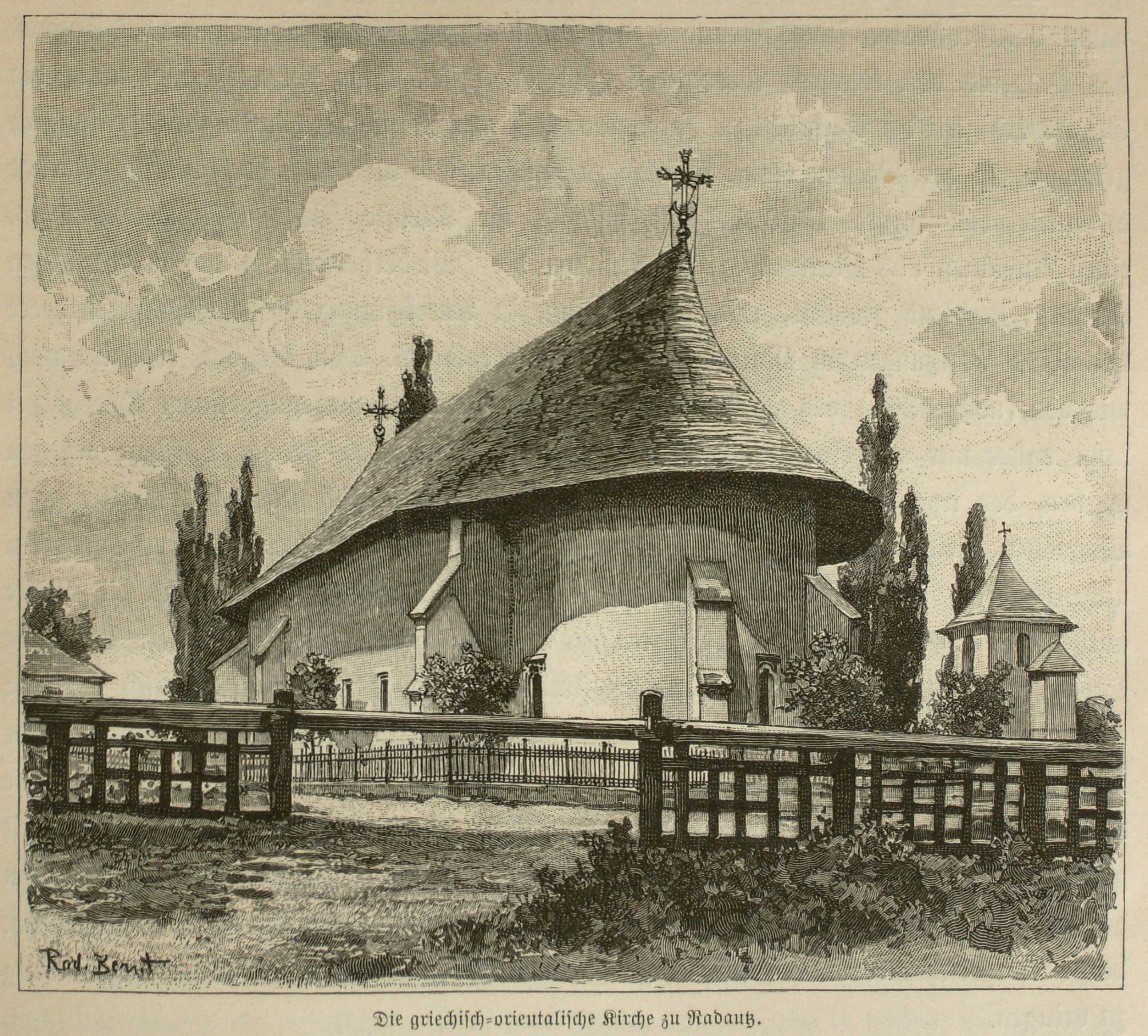
Церква Св. Миколая в Радівцях
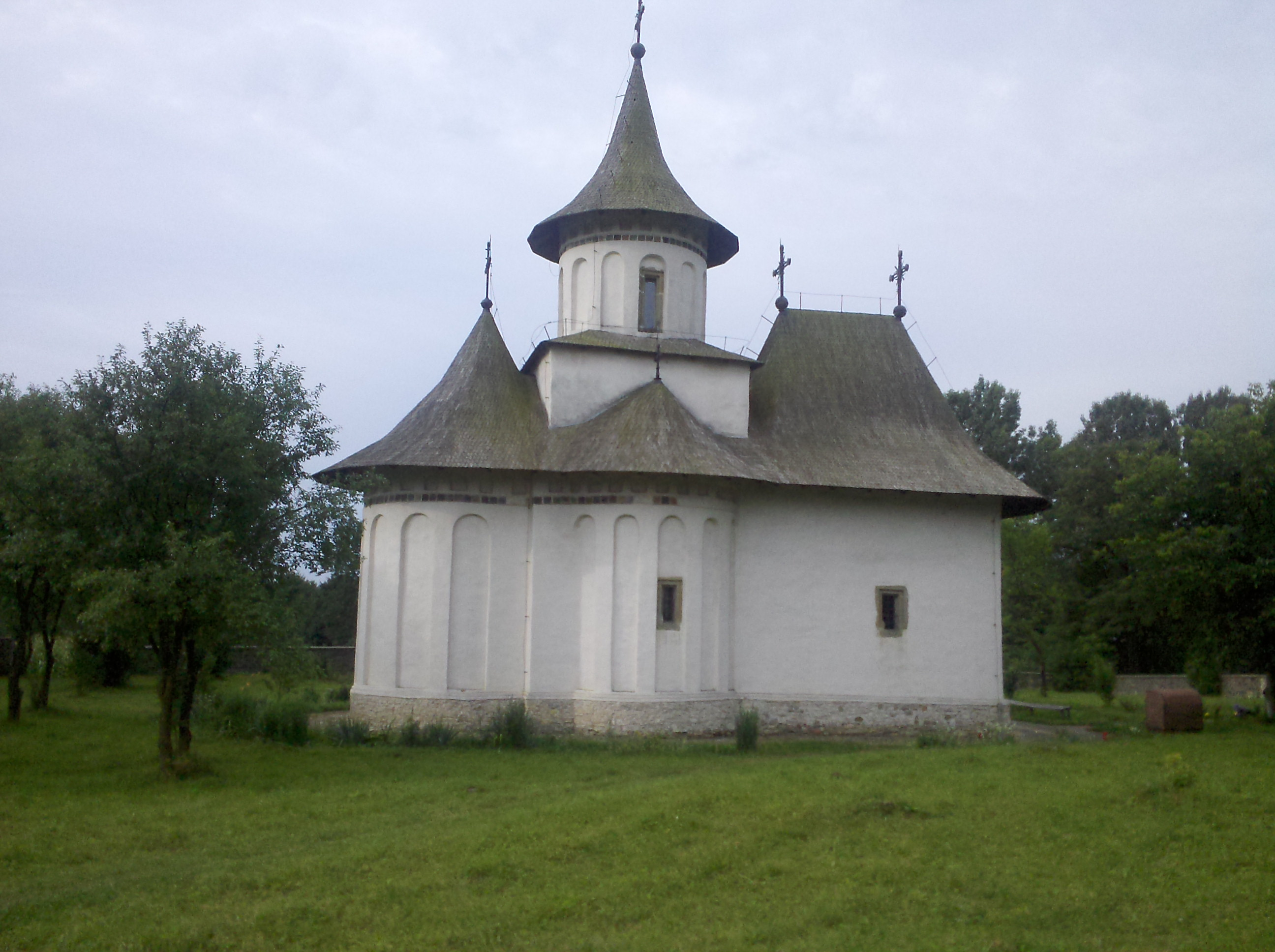
Монастир Петрусь
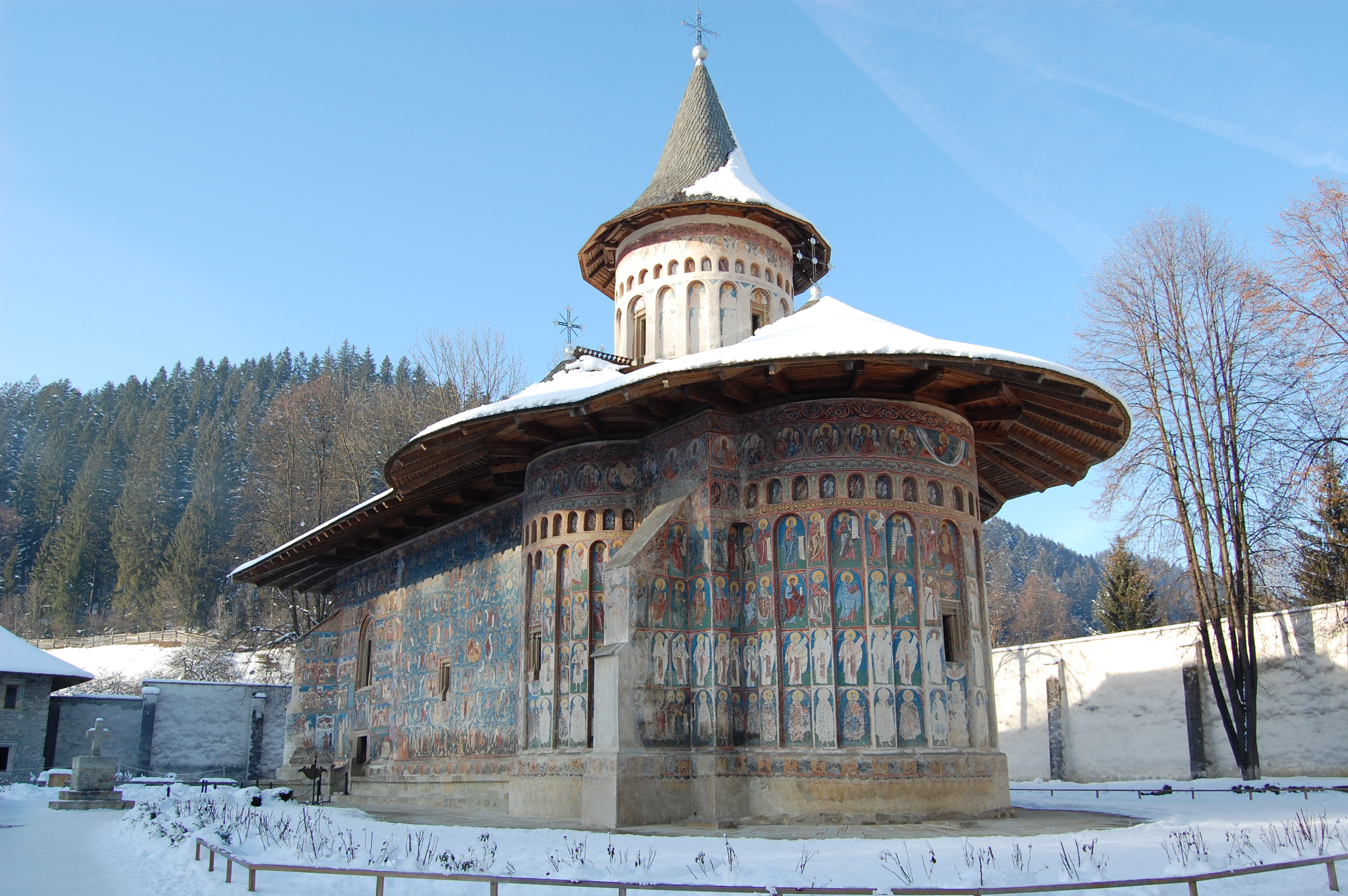
Монастир Воронець
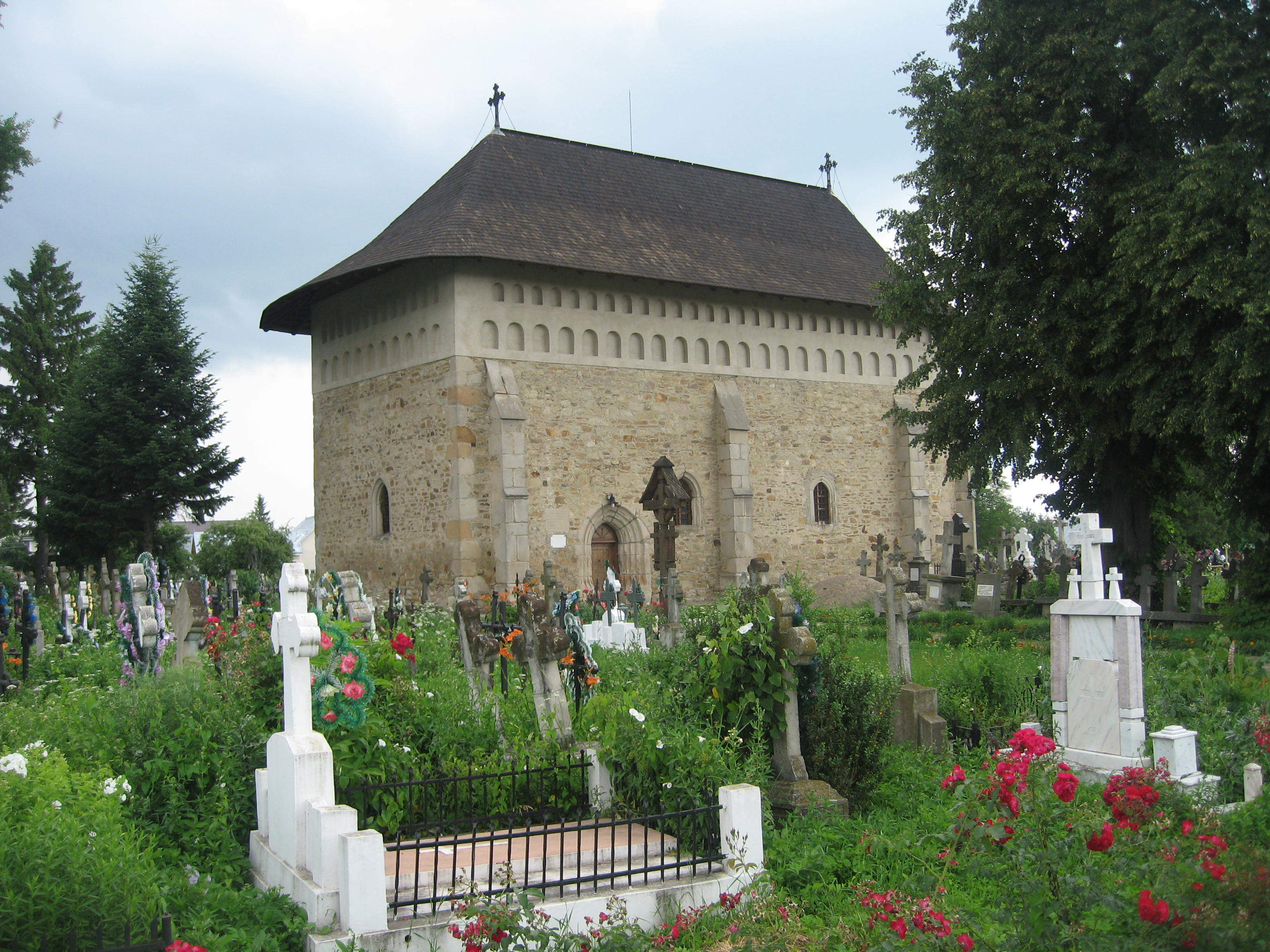
Церква в Воловці

## У культурі

### Кіно
- 2018: Штефан великий. Історія Молдови

## Вшанування пам'яті

### Молдова
- Пам'ятник Штефану Великому у місті Кишинів

### Україна
- У селі Плавні Одеської області вулицю Кутузова перейменовано на вулицю Штефана чел Маре.
- У селі Бояни Чернівецької області вулицю Гагаріна перейменували на вулицю Штефан Воде.
- Також вулиця Штефана чел Маре існує у селах Біла Церква, Середнє Водяне Закарпатської області.
- Вулиця Штефана Великого у смт Солотвино та місті Герца.

## Галерея

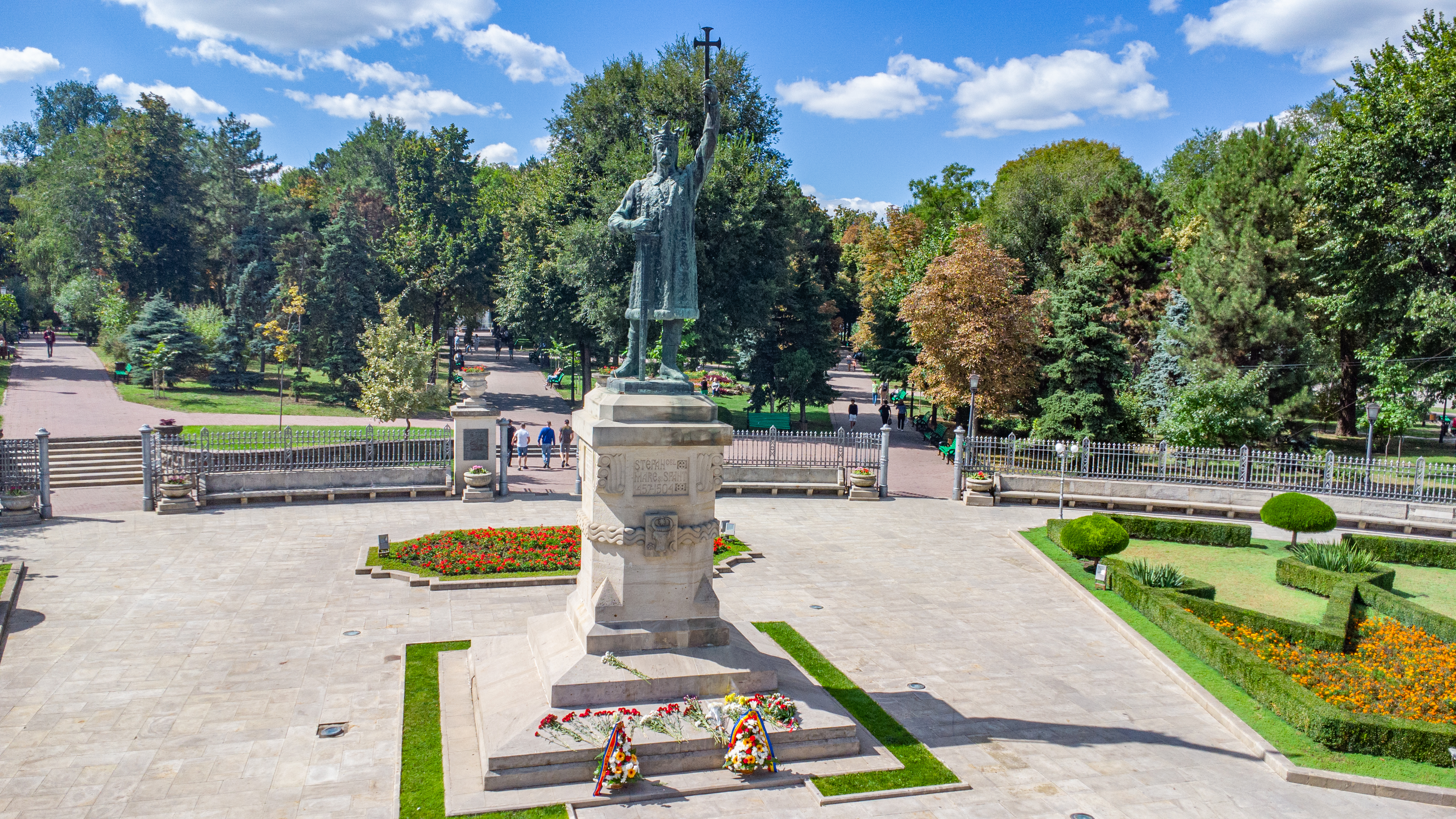
Пам'ятник Штефану Великому у Кишиневі
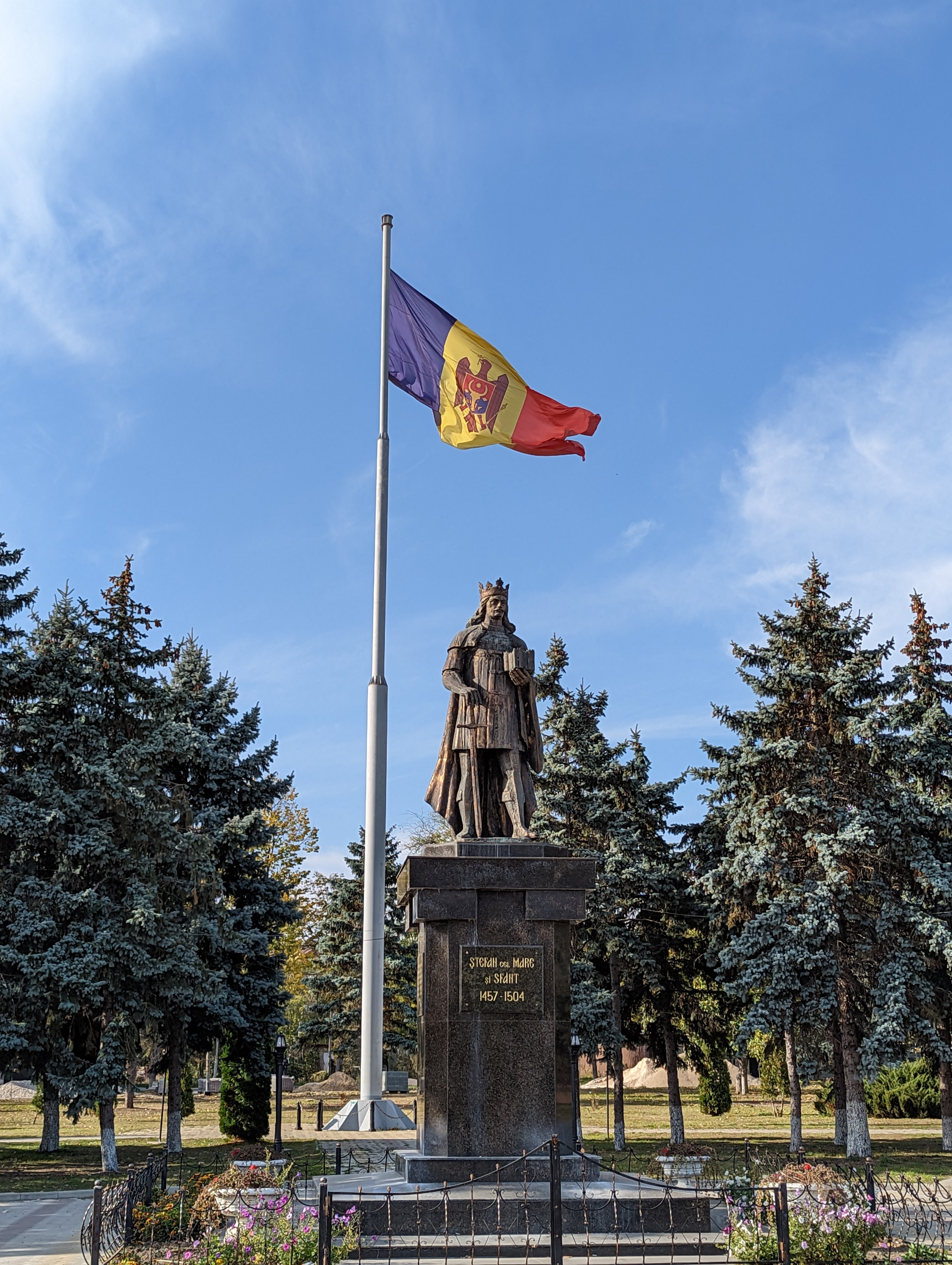
Пам'ятник Штефану Великому у місті Криуляни

### Монографія
- История Молдавской ССР, Т. 1. Кишинев, 1960
- Молдавской ССР с древнейших времен до наших дней. Кишинев, 1982.
- История Молдавской ССР, Т. 1. Кишинев, 1987.
- Bibliografie: Ştefan cel Mare. Suceava, 2004.
- Boldur A.V. Ştefan cel Mare: Voievod al Moldovei (1457—1504): Studiu de istorie socială şi politică. Madrid, 1970.
- Domnii Ţării Moldovei: Studii. Chişinău, 2005.
- Dragnev D. Istorie şi civilizaţie medievala şi modernă timpurie în Ţările Române. Chişinău, 2012.
- Dragnev D. Ştefan cel Mare şi Sfant în contextul epocii sale şi a posterităţii. Chişinău, 2004.
- Gonţa Gh. Viaţa politică a Ţării Moldovei în epoca domniei lui Ştefan cel Mare şi a urmaşilor săi. Chişinău, 2004.
- Gorovei Şt.S., Szekely M.M. Princeps omni laude maior: O istorie a lui Ştefan cel Mare. Putna, 2005.
- Eagles, Jonathan. Stephen the Great and Balkan Nationalism: Moldova and Eastern European History. I.B. Tauris, 2014.
- Nistor I. Ştefân cel Mare. Cernauţi, 1904.
- Sadoveanu M. Viaţa lui Ştefan cel Mare. Bucureşti, 1970.
- Satco E. Enciclopedia Bucovinei, Vol. 2. Suceava, 2004.

### Статті
- Demciuc, Vasile M.. Domnia lui Ștefan cel Mare. Repere cronologice // Codrul Cosminului (10) 2004: 3–12.
- Iliescu, Ionuț. Inaugurarea monumentului lui Ștefan cel Mare de la Bârsești // Cronica Vrancei. VI (6) 2006: 66–82.
- Sacerdoțeanu, Aurelian. Descălecători de țară, dătători de legi și datini (II) // Magazin Istoric. III (1) 1969: 37–47.

### Довідники
- Енциклопедія українознавства : Словникова частина : [в 11 т.] / Наукове товариство імені Шевченка ; гол. ред. проф., д-р Володимир Кубійович. — Париж — Нью-Йорк : Молоде життя, 1955—1995. — ISBN 5-7707-4049-3.
- Ксенофонтов, І. Лукін, Т. Штефан III Великий // Енциклопедія історії України : у 10 т. / редкол.: В. А. Смолій (голова) та ін. ; Інститут історії України НАН України. — К. : Наукова думка, 2013. — Т. 10 : Т — Я. — С. 661. — ISBN 978-966-00-1359-9.
- Степан Великий // Українська мала енциклопедія : 16 кн. : у 8 т. / проф. Є. Онацький. — Накладом Адміністратури УАПЦ в Аргентині. — Буенос-Айрес, 1965. — Т. 7, кн. XIV : Літери Сен — Сті. — С. 1839. — 1000 екз.